# 土方正巳
土方 正巳（ひじかた まさみ、1909年3月4日 - 1997年2月7日）は日本のジャーナリスト、評論家。
弟は、飯沢匡作のNHK人形劇のデザインなどで知られる、画家の土方重巳。

## 来歴・人物
北海道生まれだが、父が日本郵船勤務で幼時は各地を転々とする。
1926年6月、開成中学（旧制）同級生の川尻東次、中村伸郎、鳥山榛名、青柳忠正らとともに「ダナ人形座」の名で人形劇の公演を行う。これが人形劇団プークの始まりである。
1932年、東京帝国大学文学部心理学科を卒業し、都新聞社（1942年に國民新聞社と合併して東京新聞社となる）に入社。同期に北原武夫がいる。1940年、文化部長。1950年、論説委員。1956年、編集局長。1960年、主幹。
1963年勇退し、翌年から社団法人東京社（1961年、東京新聞社が社団法人から株式会社に改組された際に、社団法人として残った組織）・総合ジャーナリズム研究所理事。1970年、専務理事となり、1996年3月まで務めた。日本新聞学会会員、日本演劇協会会員、日本エッセイスト・クラブ理事。1997年、死去。
日本の放送記者の草分け。自身の出身である都新聞をふりかえる『都新聞史』（「総合ジャーナリズム研究」第65号～第120号、日本図書センター）を著し、『都新聞復刻版』（柏書房）にも解題として名を連ねる。「軽演劇」は土方の造語と言われる。